# Semimi jezik
Semimi jezik (ISO 639-3: etz; ostali nazivi: etna bay, muri, wesrau), papuanski jezik, jedan od tri predstavnika porodice mairasi, koja se nekad vodila kao dio šire skupine mairasi-tanahmerah, i preko nje u veliku transnovogvinejsku porodicu.
Semimijskim govori oko 1 000 ljudi (1991 SIL) na poluptoku Bomberai i na zapad do Triton Baya, indonezijski dio otoka Nova Gvineja. Leksički mu je najbliži mairasi [zrs], 69%.

## Vanjske poveznice
- Ethnologue (14th)
- Ethnologue (15th)
- The Semimi Language